# 검은 장갑
"검은 장갑"은 한국에서 제작된 김성민 감독의 1963년 영화이다. 박노식 등이 주연으로 출연하였고 오석조 등이 제작에 참여하였다.

## 출연

### 주연
- 박노식
- 엄앵란
- 김승호

## 기타
- 원작자: 유성엽
- 조명: 고해진
- 미술: 이봉선